# Dante Marraccini
Dante Marraccini (Monsummano Terme, 22 aprile 1934 – Monsummano Terme, 17 dicembre 2022) è stato un giornalista, scrittore, sceneggiatore e regista italiano.

## Biografia
Ha lavorato inizialmente come giornalista e scrittore. Tra le sue opere vi sono i romanzi Toccare il sole, Sette uomini in una donna, Un uomo di gomma, Senza amore con rabbia e Lilli Marlen, pubblicato da Edizioni Oxia nel 1974.
Diventato poi sceneggiatore e regista, ha scritto e diretto La sensualità è... un attimo di vita (1975), presentato nel 1976 al Festival del cinema di Belgrado, Crack - Una illusione senza ritorno (1994) e Un affare trasversale (1998).